# Chlorurus genazonatus
Chlorurus genazonatus is een  straalvinnige vissensoort uit de familie van papegaaivissen (Scaridae). De wetenschappelijke naam van de soort is voor het eerst geldig gepubliceerd in 1983 door Randall & Bruce.
De soort staat op de Rode Lijst van de IUCN als niet bedreigd, beoordelingsjaar 2009.